# Diego Scaglia
Diego Scaglia (Córdoba, 29 luglio 1967) è un ex rugbista a 15 e allenatore di rugby a 15 italiano di origine argentina, internazionale per l'Italia.

## Biografia
Proveniente, come il suo conterraneo Diego Domínguez, dal La Tablada (club della provincia di Buenos Aires), fu ingaggiato nel 1989  in Italia dal Tarvisium compagine trevigiana; dopo 6 anni, nella stagione 1995-196 passò all'altro club cittadino, il più titolato Benetton, con il quale vinse quattro titoli di campione d'Italia.
Grazie all'origine familiare, poté essere schierato per la Nazionale italiana, nella quale esordì nel 1995 sotto la gestione di Georges Coste; fu anche convocato nella selezione azzurra che prese parte alla Coppa del Mondo di rugby 1995 in Sudafrica.
Dopo l'esperienza trevigiana (conclusasi con 120 incontri, di cui 100 in campionato e 20 nelle competizioni europee passò al Silea prima di chiudere la carriera di giocatore e diventare allenatore.
Dopo avere allenato il Tarvisium ed essere stato allenatore in 2ª della Nazionale italiana Under-18 fino al 2009, è stato designato dalla Federazione Italiana Rugby nello staff tecnico della zona Nord-Est dell'Accademia federale.

## Palmarès
- Campionati italiani: 4
Benetton: 1995-96, 1997-98, 1998-99, 2000-01
- Coppe Italia: 1
Benetton Treviso: 1997-98